# Rodney Carney
Rodney Dion Carney (ur. 5 kwietnia 1984 w Memphis w stanie Tennessee) – amerykański koszykarz, który obecnie jest zawodnikiem Delaware 87ers. Jest absolwentem University of Memphis. Do NBA dołączył poprzez 2006 NBA Draft, w którym został wybrany do Chicago Bulls. Tuż po skończeniu draftu, wziął udział w wymianie, w wyniku której został zawodnikiem Philadelphia 76ers.
31 października 2015 roku został wybrany w drafcie do D-League przez Oklahoma City Blue z numerem 13. Jeszcze tej samej nocy wziął udział w transferze, na mocy którego trafił do Delaware 87ers.